# Entada rheedii
Az Entada rheedii egy nagyra növő, fásszárú kúszónövény (liánféle). Angol „African Dream Herb” és „Snuff Box Sea Bean” neveinek tükörfordítása afrikai álomnövény, illetve dohányszelence tengeri bab, az Entada nemzetség típusfaja.

## Tudományos neve
Habár a növény elsőként publikált érvényes neve az Entada rheedii, tudományos nevét gyakran írják Entada rheedei alakban is, mivel fajnevét Hendrik Adriaan van Rheede tot Draakestein holland katona és természettudós tiszteletére adták.

## Származása, elterjedése
Kelet- és Dél-Afrika partvidékeiről származik, de mivel vastag héjú magjai akár évekig is ellenállnak a sós tengervíznek, az óceán hullámain a világ legtöbb trópusi tengerpartjára eljutott már — jóformán csak az amerikai partokra nem. Fontosabb termőhelyei: Kenya, Tanzánia, Uganda, Kamerun, Egyenlítői-Guinea, Gabon, Zaire, Elefántcsontpart, Ghána, Guinea, Bissau-Guinea, Libéria, Nigéria, Szenegál, Sierra Leone, Togo, Malawi, Mozambik, Zimbabwe, a Dél-afrikai Köztársaság KwaZulu-Natal tartománya, Banglades,  Bhután, India, Nepál, Srí Lanka, Kambodzsa, Laosz, Mianmar, Thaiföld, Vietnám, Indonézia, Malajzia, Pápua Új-Guinea, Fülöp-szigetek és Ausztrália Queensland állama.

## Megjelenése, felépítése
Magjának héja 3–5 mm vastag és rendkívül kemény, ennek köszönhetően rendkívül hosszú ideig ellenáll a sós tengervíznek. levele apró. A magbél sárgás-fehér.

## Felhasználása
Magjának fehér húsa hagyományos afrikai varázsszer, amellyel élénk álmokat idéznek elő abban a hitben, hogy így a szellemvilággal teremtenek kapcsolatot. Az enyhén kesernyés magbelet nyersen fogyasztják, vagy felaprítva szárítják, és más szárított levelekkel (pl. dohánnyal) elkeverve lefekvés előtt szívják el.
A hántolt termés főzve is fogyasztható; ilyenkor nem okoz álmokat.
A növényt trópusi gyógyszerként is felhasználják olyan betegségekre, mint a fogfájás, a sárgaság, vagy a fekély, de alkalmazzák az izomzat vagy csontok bántalmainak kezelésére is. Nagy magjaiból ékszereket és szerencsetalizmánokat is készítenek.
A mérsékelt égövben dísznövénynek ültetik.

## Életmódja, termőhelye
Természetes termőhelyei a folyótorkolatok és a mocsarak. Gyorsan nő. Hidegérzékeny; az 5-10 °C-nál alacsonyabb hőmérsékletet rosszul viseli.

## Ültetése, gondozása szobanövényként
Ahhoz, hogy a termőképes magbelső nedvességhez jusson, kézi fúróval lyukakat kell fúrni a héjba, amíg el nem érjük a magbelet. Ezután a magot 24 órára langyos (nem forró) vízbe kell áztatni. Ha az így megduzzadó magot mély cserépbe (rózsaültető cserép) és jó minőségű földbe ültetjük, a növény 2-3 héten belül gyökeret ereszt és újabb 1-2 hét múlva a szára is nőni kezd. Megfelelő körülmények között ezután két hét alatt elérheti az 1,5 méteres magasságot. Magas keretre kell futtatni, és azon a szárakat többször visszahajtva sűrű lombozatot alakíthatunk ki. Legcélszerűbb az ablak elé tenni.
A fény felé igyekvő szár olyan gyorsan mozog, hogy azt szabad szemmel is látni lehet (akár több centimétert is elmozdulhat egyetlen másodperc alatt). A növény kacsai 2-3 perc alatt rátekerednek bármire.

## Képek

Entada rheedii
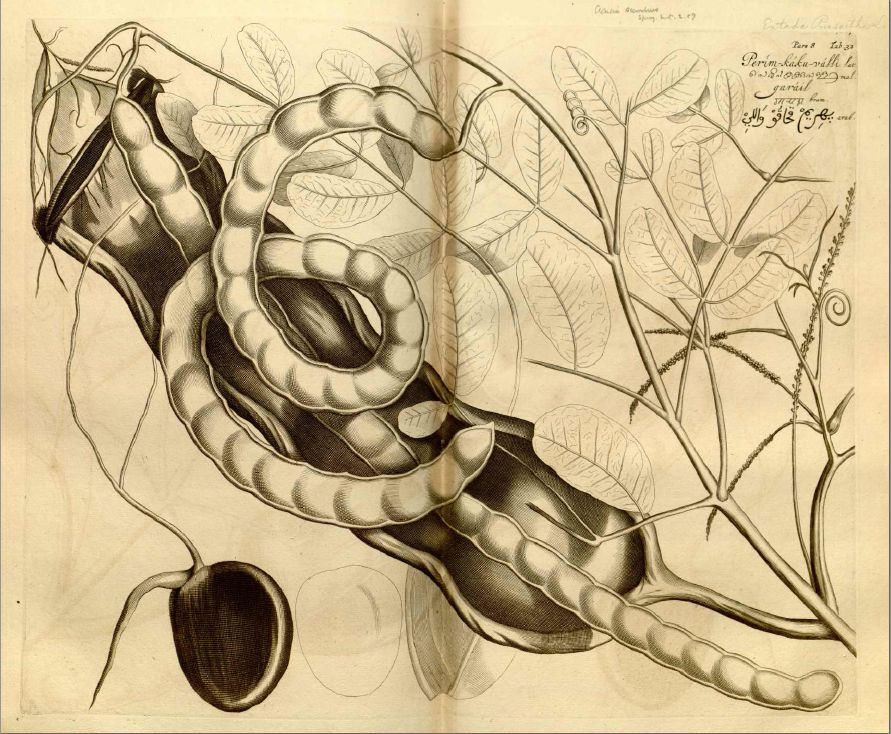
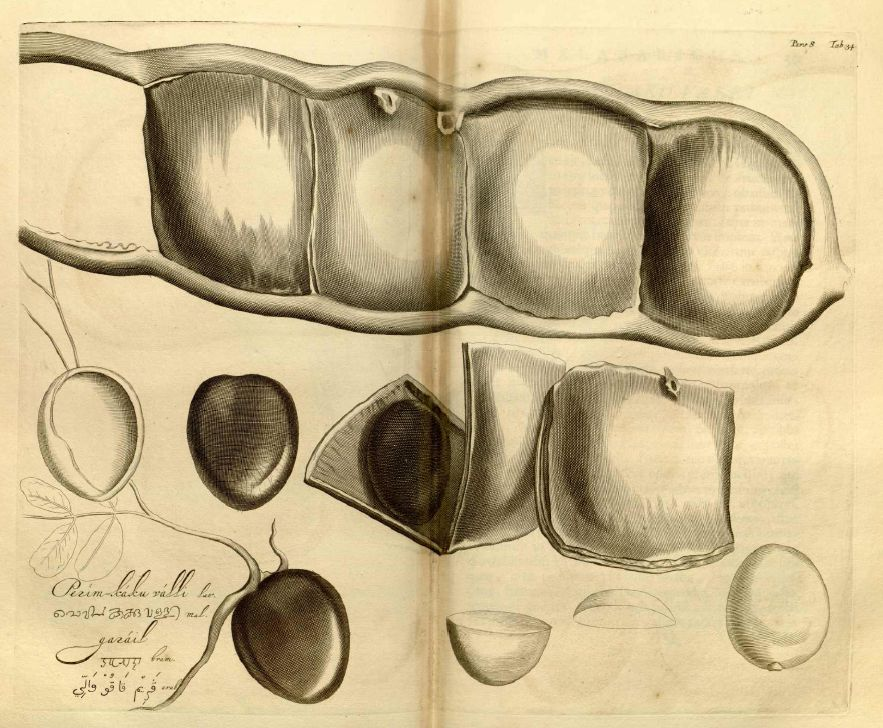
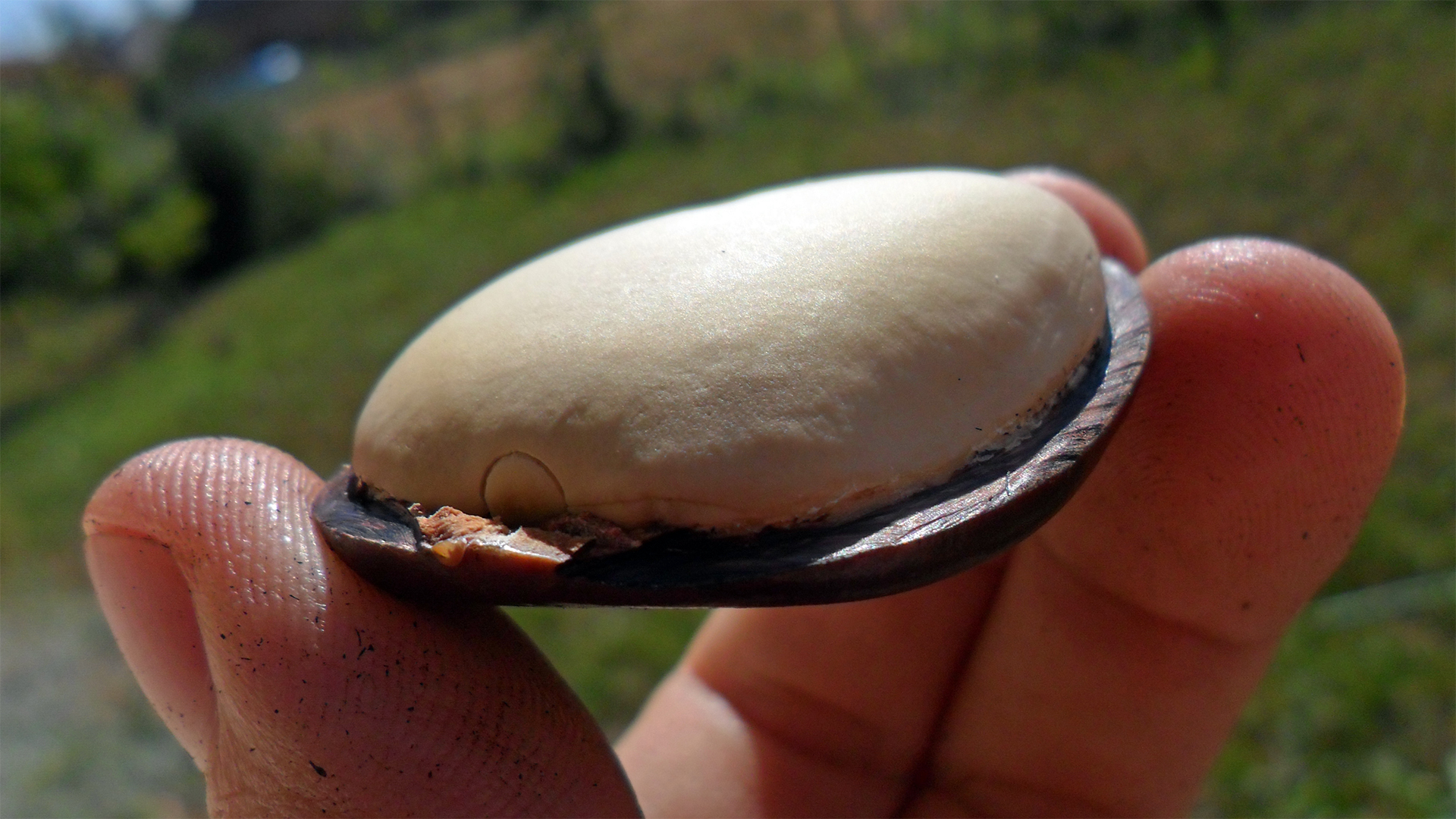
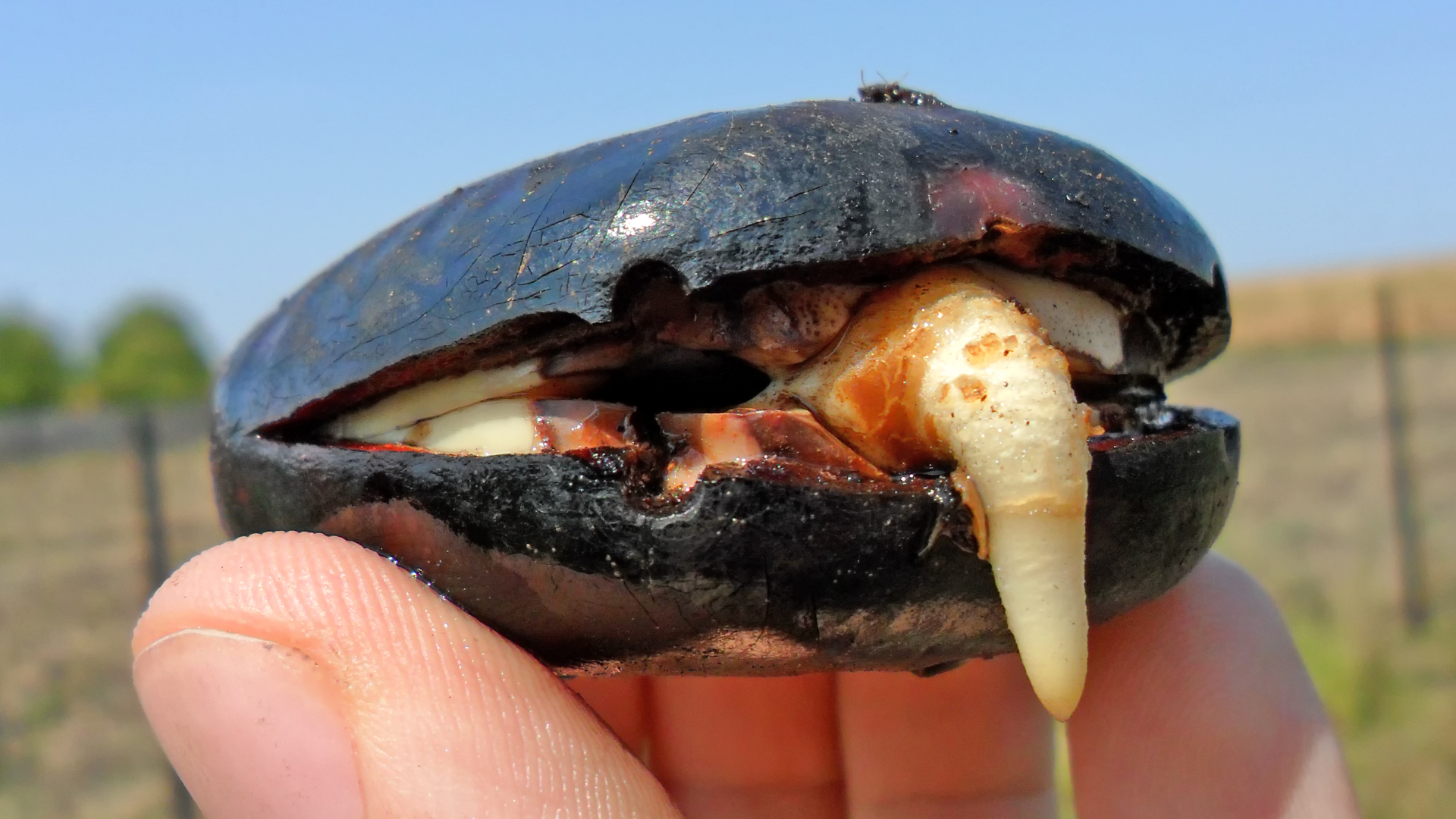
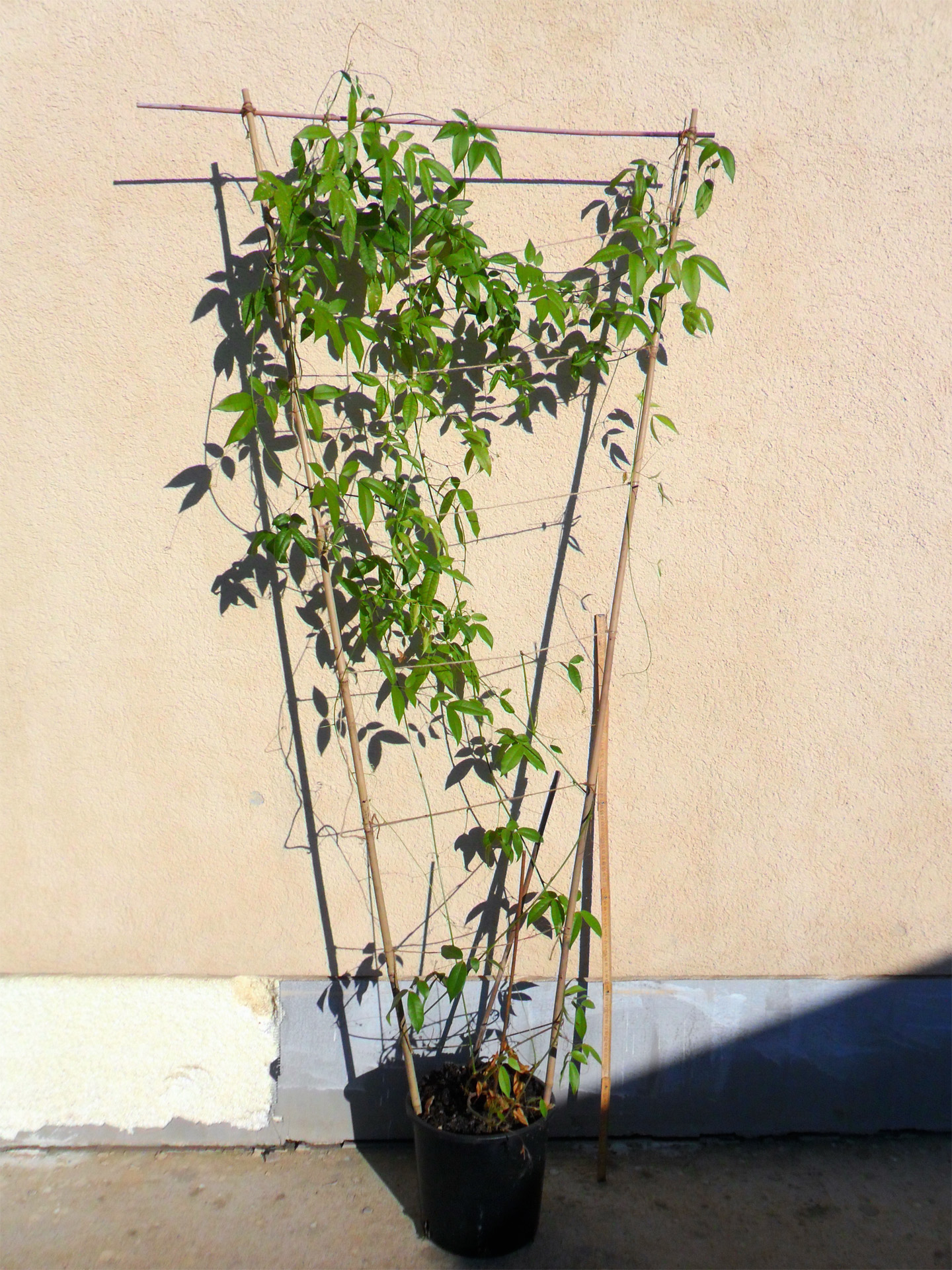
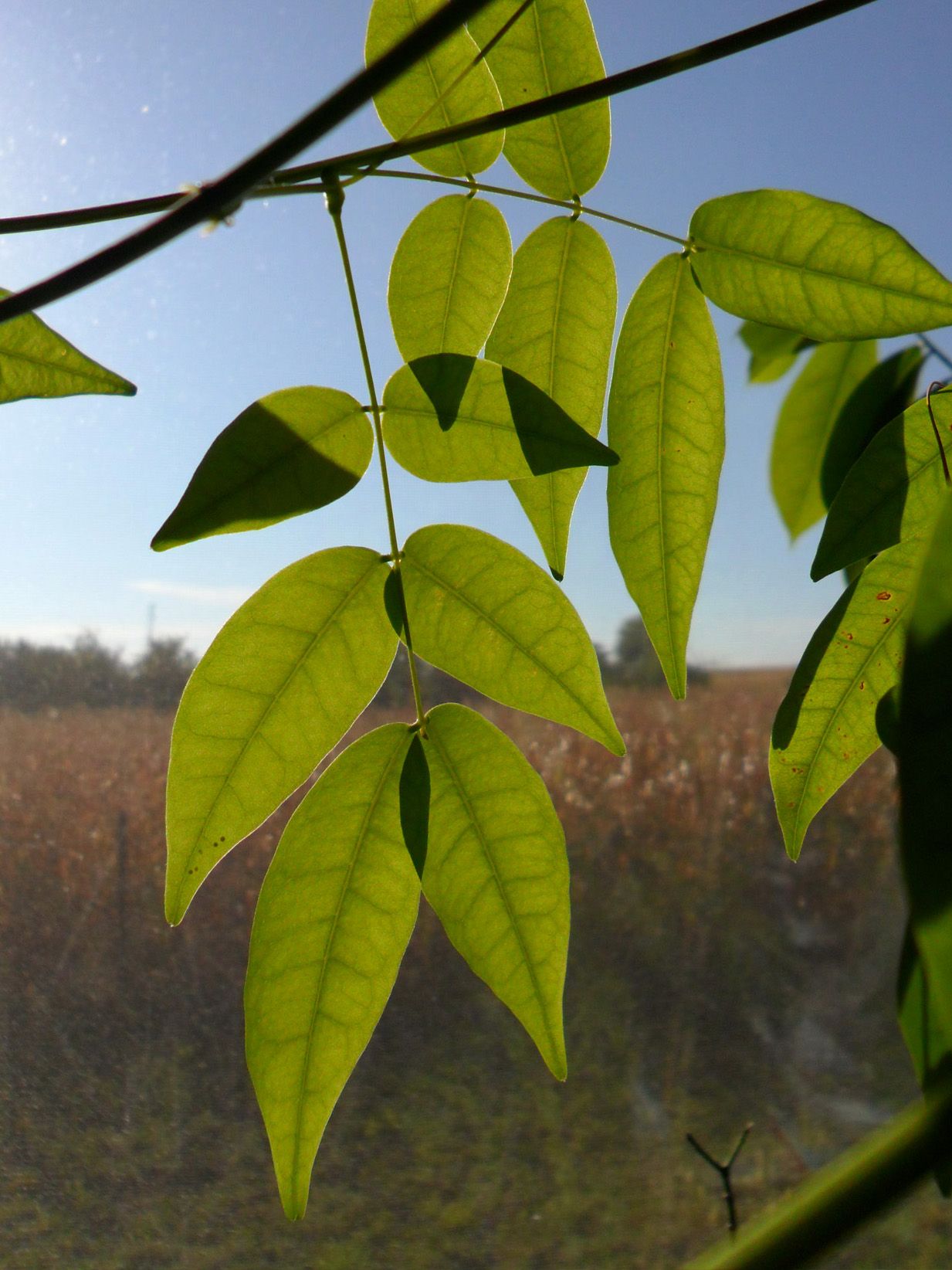

## Fordítás
Ez a szócikk részben vagy egészben  az   Entada rheedii című angol Wikipédia-szócikk ezen változatának fordításán alapul.  Az eredeti cikk szerkesztőit annak laptörténete sorolja fel. Ez a jelzés csupán a megfogalmazás eredetét és a szerzői jogokat jelzi, nem szolgál a cikkben szereplő információk forrásmegjelöléseként.